# Fimbristylis madagascariensis
Fimbristylis madagascariensis är en halvgräsart som beskrevs av Johann Otto Boeckeler. Fimbristylis madagascariensis ingår i släktet Fimbristylis och familjen halvgräs. Inga underarter finns listade i Catalogue of Life.